# Ascorhynchus agassizi
Ascorhynchus agassizi är en havsspindelart som beskrevs av Schimkewitsch, W. 1893. Ascorhynchus agassizi ingår i släktet Ascorhynchus och familjen Ammotheidae. Inga underarter finns listade i Catalogue of Life.